# Liturgie von Addai und Mari
Die Liturgie von Addai und Mari ist eine Liturgie des Ostsyrischen Ritus, die – in verschiedenen Abwandlungen – in der Assyrischen Kirche des Ostens, der Alten Kirche des Ostens, der Syro-malabarischen Kirche und der Chaldäisch-katholischen Kirche Anwendung findet.
Die Anaphora (das „Eucharistische Gebet“) in dieser Liturgie ist besonders interessant, da sie eines der ältesten Gebete der Christenheit ist und möglicherweise aus dem mesopotamischen Edessa des 3. Jahrhunderts, dem heute türkischen Şanlıurfa, stammt, auch wenn die Elemente der gegenwärtigen Form nur bis zur Zeit des Patriarchen Mar Ischo-Jab III. im 7. Jahrhundert zurückverfolgt werden können. Die Liturgie wird traditionell dem Thaddäus von Edessa (St. Addai), einem Schüler des Apostels Thomas, und dessen Schüler Mari zugeschrieben. In der Form, die in den ältesten Manuskripten auftaucht, im kompletten Mittelalter, enthält die Anaphora keine Einsetzungsworte, was in der Ökumene Kritik hervorgerufen hat.

## Gebrauch
Die Liturgie von Addai und Mari war in der Kirche des Ostens mindestens seit dem 7. Jahrhundert in durchgängigem Gebrauch. Hymnen von Ephräm dem Syrer und andere werden oft während der Kommunion gesungen. Kirchliche Schriftsteller von Theodor von Mopsuestia (um 400) bis zu Mar Shimun XXIII Eshai in der Mitte des 20. Jahrhunderts und Mar Aprem Mooken in Indien Anfang des 21. Jahrhunderts haben die Epiklese, die mit den Worten Neethi Mar Rukhada Kudisha... (Möge der Heilige Geist kommen...) beginnt, als Höhepunkt der Eucharistie (reichsaramäisch ܩܘܪܒܢܐ ܩܕܝܫܐ, qûrbānâ qadîšâ) gefeiert.
In der Syro-Malabarischen Katholischen Kirche hat diese Liturgie drei Formen: eine vereinfachte, eine Hauptform für sonntäglichen Gebrauch und eine hochfeierliche Form, die so genannte „Raza“, die für Hochfeste gebraucht wird. Eine Reform der feierlichen Raza mit einer Rückbesinnung auf die originale Form wurde 1985 durchgeführt und 1989 wurden auch die beiden anderen Agenden nach denselben Prinzipien reformiert.
Eine weitere kleine Änderung der Liturgie von Addai und Mari, wie sie von der Chaldäisch-katholischen Kirche zelebriert wird, wurde ab dem 6. Januar 2007 umgesetzt, wodurch die vielen Lokaltraditionen der Parochien abgeschafft wurden, die über die Jahrhunderte als Nachahmung des römischen Ritus entstanden waren. Die wichtigsten Änderungen dabei waren die Rückkehr zur althergebrachten Anordnung des Innenraumes der Kirchen, die Wiederherstellung der Vorbereitung von Brot und Wein vor dem Beginn des Gottesdienstes und die Abschaffung des Filioque aus dem Glaubensbekenntnis.
Die liturgischen Gebete werden nach drei Arten unterschieden, je nachdem, ob sie vom Priester oder dem Bischof rezitiert werden:
- cushapa: persönliche Gebete des Zelebranten
- gehanta („Verbeugungen“): gemurmelte Gebete
- qanona: Abschlussformeln der gehanta, die laut ausgesprochen werden

Ein Stück des Teiges vom Abendmahlsbrot wird von einer Woche zur nächsten aufbewahrt, aber nicht als Reserve für die Spendung der Sakramente, sondern als Sauerteigansatz für das Brot der nächsten Woche.

## Fehlen der Einsetzungsworte
Während in allen christlichen Kirchen, die der Apostolischen Sukzession folgen, die Hochgebete (Anaphoras) die Einsetzungsworte und den zugehörigen „Einsetzungsbericht“ enthalten, bildet die Anaphora von Addai und Mari die einzige Ausnahme und verzichtet in der Liturgie auf diese Texte.
Das älteste Manuskript (Mar Eshaya Text) dieser Anaphora wurde von William F. Macomber 1966 herausgegeben. Es wird auf das 10. oder 11. Jahrhundert datiert und schon dort fehlen die Einsetzungsworte. Und auch in anderen alten Manuskripten kommen sie nicht vor. Mar Aprem Mooken von der Assyrischen Kirche in Indien hat zugegeben, dass viele Priester der Assyrischen Kirche auch diesen alten Vorgaben folgen und die Einsetzungsworte weglassen.
Einige Gelehrte glauben, dass das mittelalterliche Manuskript eine Tradition des 4. Jahrhunderts widerspiegelt, während andere glauben, dass die Einsetzungsworte ursprünglich enthalten waren und erst später weggefallen sind, möglicherweise aufgrund der liturgischen Reform von Mar Ischo-Jab III. um 650 n. Chr. Zu ersteren zählen Macomber und Spinks, zu den letzteren H. Engerding und E. Mazza. B. Botte vermutete, dass die Einsetzungsworte ursprünglich aus dem Gedächtnis rezitiert wurden.

## Position der katholischen Kirche
Während die Orthodoxen Kirchen und die Orientalisch-orthodoxen Kirchen generell die Apostolische Sukzession der Assyrischen Kirche verneinen und damit auch die Gültigkeit ihrer Priesterschaft, hat die Römisch-katholische Kirche immer die Gültigkeit anerkannt, allerdings ist die Gültigkeit der Konsekration in Abwesenheit der Einsetzungsworte umstritten. Das Konzil von Ferrara/Florenz (1431–1445) hatte erklärt, dass die Worte (in katholischer Theologie die „Form“) des Sakraments der Eucharistie die „Worte sind, mit denen der Erretter (Jesus) das Sakrament eingesetzt hat.“ In dem Konzil wurden die Worte auch festgelegt als: „Dies ist mein Leib.“ und „Dies ist der Kelch mit meinem Blut“.
Trotz dieser Rechtslage hat die katholische Kirche niemals offiziell die Gültigkeit der Anaphora von Addai und Mari angefochten. In den letzten Jahrzehnten des 20. Jahrhunderts hat die ökumenische Annäherung der Assyrischen Kirche mit der katholischen Kirche und die Situation der weitverstreuten Assyrischen und Chaldäischen Christen, denen es an eigenen Priestern mangelt, die Frage nach der Gültigkeit der eucharistischen Konsekration in der Form der Anaphora von Addai und Mari verschärft. Die Katholischen Ostkirchen verwenden den Ost-Syrischen Ritus, in dem die Einsetzungs-Narrative mit den Einsetzungsworten Verwendung findet. Um dieser Situation zu begegnen, erklärte der Heilige Stuhl am 20. Juli 2001, dass die Anaphora von Addai und Mari gültig sei. Drei Gründe wurden für diese Beurteilung angegeben: Erstens geht die Anaphora von Addai und Mari zurück auf die Alte Kirche. Zweitens hat die Church of the East auf andere Art den orthodoxen Glauben in Bezug auf die Eucharistie und die Weihesakramente bewahrt. Und drittens sind die Einsetzungsworte zwar nicht wortwörtlich vorhanden, aber in gebetsartiger Form und aufgeteilt in unterschiedlichen Abschnitten.

### Richtlinien für die Eucharistiegemeinschaft zwischen der Chaldäisch-katholischen Kirche und der Assyrischen Kirche des Ostens
Das katholische kanonische Recht schließt eine Teilnahme von Katholiken an Eucharistischen Gottesdiensten von christlichen Gemeinschaften aus, deren Gottesdienste als ungültig angesehen werden und erlaubt die Teilnahme von Mitgliedern solcher Gemeinschaften an der katholischen Eucharistie nur in ganz speziellen Ausnahmefällen und nur wenn diejenigen auch die gleichen Glaubenssätze wie die katholische Kirche vertreten; aber im Fall von Kirchen, deren Eucharistie als gültig anerkannt ist, ist eine gegenseitige Teilnahme viel unkomplizierter. Demzufolge wurde am 20. Juli 2001 mit den Guidelines for admission to the Eucharist between the Chaldean Church and the Assyrian Church of the East, ein fester Rahmen für die Anerkennung der  Heiligen Qurbana von Addai und Mari gegeben, wie sie in der Assyrischen Kirche des Ostens gefeiert wird:
1. Assyrischen Gläubigen ist es gestattet, falls nötig, an der Eucharistiefeier der Chaldäischen Katholischen Kirche teilzunehmen und die Eucharistie zu empfangen.
2. Die Chaldäischen Gläubigen die nicht die Möglichkeit haben einen katholischen Priester aufzusuchen haben die Erlaubnis an der Eucharistiefeier in einer Assyrischen Kirche teilzunehmen und die Eucharistie zu empfangen, auch wenn dort die Anaphora von Addai und Mari in der Form ohne die Einsetzungsworte gefeiert wird.
3. Assyrischen Priestern wird ans Herz gelegt, die Einsetzungsworte in der Anaphora von Addai und Mari einzufügen, wenn Chaldäische Gläubige an der Liturgie teilnehmen.

Diese Regelungen führen nicht zu einer vollen Abendmahlsgemeinschaft zwischen den beiden Kirchen, auch wenn das Dokument die Common Christological Declaration Between the Catholic Church and the Assyrian Church of the East vom 11. November 1994 von Papst Johannes Paul II. und Patriarch Dinkha IV. zitiert, welche die dogmatischen Hauptdifferenzen zwischen den beiden Kirchen aufgehoben hat.
Im Gegensatz zur katholischen Kirche hat die Assyrische Kirche des Ostens die Praxis der Interkommunion, bei welcher jeder getaufte Christ die Eucharistie empfangen kann.
Der Dialog zwischen den beiden Kirchen kam leider 2002 zum Erliegen.

### Katholische Reaktion
Einige traditionalistische Katholiken verurteilten die Anerkennung der  Liturgie von Addai und Mari. Sie argumentierten, dass diese die sakramentale Theologie des Konzils von Trient komplett über den Haufen stoße. Nach diesem Verständnis sind drei Elemente notwendig für ein Sakrament – das physische Material, die Form und die Gesinnung des Priesters, das zu tun, was die Kirche tut. Die Form, in diesem Fall die Einsetzungsworte, die über dem Brot und dem Wein gesprochen werden, fehlt aber. Die Kritiker weisen somit das Urteil des Pontifical Council for Promoting Christian Unity zurück, welches besagt, dass die Einsetzungsworte in anderer Form vorhanden seien.
Der Liturgiewissenschaftler Harald Buchinger urteilte: „Die auch von der Glaubenskongregation ratifizierte Anerkennung der Gültigkeit der Anaphora der Apostel Addai und Mari hat eminente sakramententheologische Konsequenzen, insofern sie die seit der Scholastik im Westen festgehaltene konsekratorische Funktion der Herrenworte zumindest relativiert, wenn nicht letztlich grundsätzlich in Frage stellt.“

## Struktur der Anaphora
Betrachtet man nur die typischen und antiken Teile der Liturgie, erkennt man folgende Struktur:
- Die Präfation (Sursum Corda),
- der liturgische Vorspruch (erstes Gehanta):

„Wert zu preisen aus jedem Mund und von Bekenntnis von jeder Zung ist der anbetungswürdige und glorreiche Name des Vaters und des Sohnes und des Heiligen Geistes, der du die Welt geschaffen hast durch deine Gnade und ihre Bewohner durch deine Barmherzigkeit und der du die Menschheit gerettet hast durch dein Mitleid und der du große Gnade den sterblichen schenkst.“

- die Einleitung zum Sanctus (Pre-Sanctus):

„Deine Majestät, o mein Herr, preisen tausend mal Tausende derer in der Höhe, indem sie sich beugen und anbeten und zehntausend mal Tausend Heilige Engel und Heerscharen geistlicher Wesen, Diener von Feuer und Geist, preisen Deinen Namen mit heiligen Cherubim und Seraphinen, die rufen und preisen ohne unterlass und rufen sich gegenseitig zu und sprechen:“

- das Sanctus, ohne Benedictus:

„Heilig, Heilig, heilig ist der Herr, Gott Zebaoth; Himmel und Erde sind voll Seines Preises.“

- das Nach-Sanctus (Zweites Gehanta), welches um die Erlösung durch Christus kreist. Dieses Gebet und alle folgenden wenden sich direkt an Christus.

„Und mit diesen Himmlischen Heerscharen danken wir Dir, o mein Herr, auch wenn wir, Deine Diener, schwach und gebrechlich sind, denn Du hast uns große Gnade gegeben, über reine Wiedergutmachung hinaus, indem Du unsere Menschlichkeit annahmst, damit Du sie durch Deine Gottheit verbessern möchtest, und hast unsere Niedrigkeit erhöht und unseren Fall wiederhergestellt und unsere Sterblichkeit aufgehoben und unsere Übertretungen vergeben und unsere Sündhaftigkeit gerechtfertigt und unser Wissen erleuchtet und, o Unser Herr und unser Gott, du hast unsere Feinde verurteilt und uns den Sieg für die Schwachheit unserer zerbrechlichen Natur geschenkt in den überfließenden Barmherzigkeiten Deiner Gnade.“

- die Oblation (Dritte Gehanta) bezieht sich direkt auf Leib und Blut Christi:

„Du, o Mein Herr, mache in Deinen unaussprechlichen Gnaden ein gutes und annehmbares Andenken für alle die gerechten und rechtschaffenen Väter, die in deinen Augen wohlgefällig waren, in der Erinnerung deines Leibes und deines Blutes deines Christus, welchen wir dir darbieten auf deinem reinen und heiligen Altar wie du es uns gelehrt hast, und schenke uns Deine Ruhe und Deinen Frieden alle Tage der Welt.
Ja, o Unser Herr und Gott, schenke uns die Ruche und Deinen Frieden alle Tage der Welt, auf dass alle Bewohner der Erde erkennen mögen, dass Du der einzige wahre Gott der Vater bist und dass Du unseren Herrn Jesus Christus, Deinen Sohn und Dein Liebstes, gesandt hast. Und er unser Gott kam und in seinem lebenspendenden Evangelium lehrte er uns all die Reinheit und Heiligkeit der Propheten und der Apostel und der Märtyrer und der Bekenner und der Bischöfe und der Doktoren und der Presbyter und der Diakone und all der Kinder der heiligen allgemeinen Kirche, und auch derer, die mit dem lebendigen Zeichen der heiligen Taufe bezeichnet sind.“

- die Anamnesis:

„Und auch wir, o Mein Herr, deine schwachen und gebrechlichen und erbärmlichen Diener, die hier in deinem Namen versammelt sind, stehen vor Dir zu dieser Zeit und haben das Beispiel erhalten, dass von Dir zu uns überliefert wurde, wir Jubeln und Preisen und erhöhen und gedenken und feiern dieses große und ehrfurchtgebietende und heilige und lebenspendende und göttliche Geheimnis der Passion und des Todes und des Begräbnisses und der Auferstehung unseres Herrn und Retters Jesus Christus.“

- die Epiklese:

„Und es möge, o Mein Herr, dein Heiliger Geist kommen und auf diesen Gaben deiner Diener bleiben und sie segnen und es heiligen, dass es für uns, o Mein Herr, für die Vergebung von Übertretungen und die Rücknahme von Sünden und für die große Hoffnung auf die Auferstehung von den Toten und für ein neues Leben im Königreich des Himmels mit allen denen, die in deinen Augen wohlgefällig sind.“

- die Doxologie:

„Und für alle diese großartigen und wunderbaren Gaben uns gegenüber wollen wir Dir danken und Dich preisen ohne Unterlass in der Kirche, die erlöst ist durch das kostbare Blut deines Christus, mit ungeschlossenen Mündern und offenen Gesichtern wollen wir Preis und Ehre und Lobpreis Deinem lebenden und heiligen und lebenspendenden Namen geben jetzt und für immer und in der ewigen Welt.“

Die Einsetzungserzählung wird von der Syro-malabarischen Kirche vor der Oblation eingefügt, während die Chaldäisch-katholische Kirche vor der Epiklese einsetzt.

## Übersetzungen
- Anthony Gelston: The Eucharistic Prayer of Addai and Mari. Clarendon Press, Oxford 1992: 48–55, ISBN 0-19-826737-1